# Félix Maximilien Rostaing
Félix Maximilien Rostaing, né le 27 décembre 1900 à Montricher (Savoie) et mort le 31 décembre 2009, était le doyen des hommes français après la mort de Joseph Malahieude le 1er mars 2009, ainsi que le dernier homme français encore en vie à être né au XIXe siècle.

## Biographie
Militaire de carrière de 1928 à 1941, il a notamment servi pendant quatre ans en Chine, ainsi que dans l'actuel Mali et au Maroc.
Il avait quatre frères et sœur dont l'une, âgée de 93 ans, était encore en vie à sa mort. Il a eu une fille unique, Suzanne, âgée de 84 ans à son décès et il vivait auprès d'elle dans les Landes, à Capbreton. Il a eu 5 petits-enfants, 12 arrière-petits-enfants et 6 arrière-arrière-petits-enfants.
Il meurt le 31 décembre 2009 dans la maison de retraite de Capbreton, où il résidait depuis février 2005. Il venait de fêter son 109e anniversaire quatre jours plus tôt, entouré de sa fille et de son gendre, ainsi que de quelques-uns de ses petits-enfants, arrière-petits-enfants et arrière-arrière-petits-enfants. Il repose en Dordogne auprès de sa femme Alexandrine-Joséphine Peirolo, décédée en février 1982.